# Everetts
Everetts és una població dels Estats Units a l'estat de Carolina del Nord. Segons el cens del 2000 tenia 179 habitants.

## Demografia
Segons el cens del 2000, Everetts tenia 179 habitants, 80 habitatges i 58 famílies. La densitat de població era de 150,2 habitants per km².
Dels 80 habitatges en un 28,8% hi vivien nens de menys de 18 anys, en un 50% hi vivien parelles casades, en un 15% dones solteres, i en un 27,5% no eren unitats familiars. En el 25% dels habitatges hi vivien persones soles el 12,5% de les quals corresponia a persones de 65 anys o més que vivien soles. El nombre mitjà de persones vivint en cada habitatge era de 2,24 i el nombre mitjà de persones que vivien en cada família era de 2,62.
Per edats la població es repartia de la següent manera: un 22,3% tenia menys de 18 anys, un 5% entre 18 i 24, un 27,4% entre 25 i 44, un 22,9% de 45 a 60 i un 22,3% 65 anys o més.
L'edat mediana era de 42 anys. Per cada 100 dones de 18 o més anys hi havia 82,9 homes.
La renda mediana per habitatge era de 21.964 $ i la renda mediana per família de 25.938 $. Els homes tenien una renda mediana de 23.750 $ mentre que les dones 17.188 $. La renda per capita de la població era de 13.390 $. Entorn del 13,1% de les famílies i el 16,6% de la població estaven per davall del llindar de pobresa.

## Poblacions més properes
El següent diagrama mostra les poblacions més properes.